# Kirstin Warnke
Kirstin Warnke (* 6. November 1981 in Berlin) ist eine deutsche Schauspielerin, Regisseurin, Comedienne und Autorin.

## Biografie
Warnke hat Theaterwissenschaften und Anglistik an der Freien Universität Berlin studiert. Sie ist Mitglied der Künstlergruppe A Rose Is, spielte unter anderem in Produktionen von Christoph Schlingensief an der Volksbühne Berlin und ist Autorin und Hauptdarstellerin der Tele-5-Serie Frau Dingens will zum Fernsehen und "The Dingens Show". Diese seit 2014 ausgestrahlte Comedyserie zeichnet den Weg von Frau Dingens über den Agenten und das Casting bis zur Assistentin in einer Fernsehshow nach. In der zweiten Staffel findet sie Geld und kauft sich eine eigene Sendung.
Sie absolvierte 2013 die von Frank Elstner geleitete Masterclass und gründete den YouTube-Kanal „Kikki Mora“, für den sie eigene Videos herstellt, welche zum Teil auch auf zuio.tv zu sehen sind.
In der Musiktheaterinszenierung idem am Theater Hebbel am Ufer im Jahr 2013 berichtete sie aus ihrer „fake-fiktiven“ Biographie als ihr alter Ego „Katharina Wilke“.
Seit 2016 tritt Warnke regelmäßig in der ARD-Satiresendung Extra 3 auf, teils als sie selbst, teils in Rollen wie jener der burschikosen Parteienforscherin Ute Rehbein. Auch tritt sie als „Marlies Heidel“ in Anspielung auf Alice Weidel von der AfD auf.